# Coussa
Coussa (Okzitanisch: Coçan) ist eine französische Gemeinde mit 278 Einwohnern (Stand: 1. Januar 2022) im Département Ariège in der Region Okzitanien; sie gehört zum Arrondissement Foix und ist Mitglied im Gemeindeverband L’Agglo Foix-Varilhes. Die Einwohner werden Coussanois und Coussanoises genannt.

## Geografie

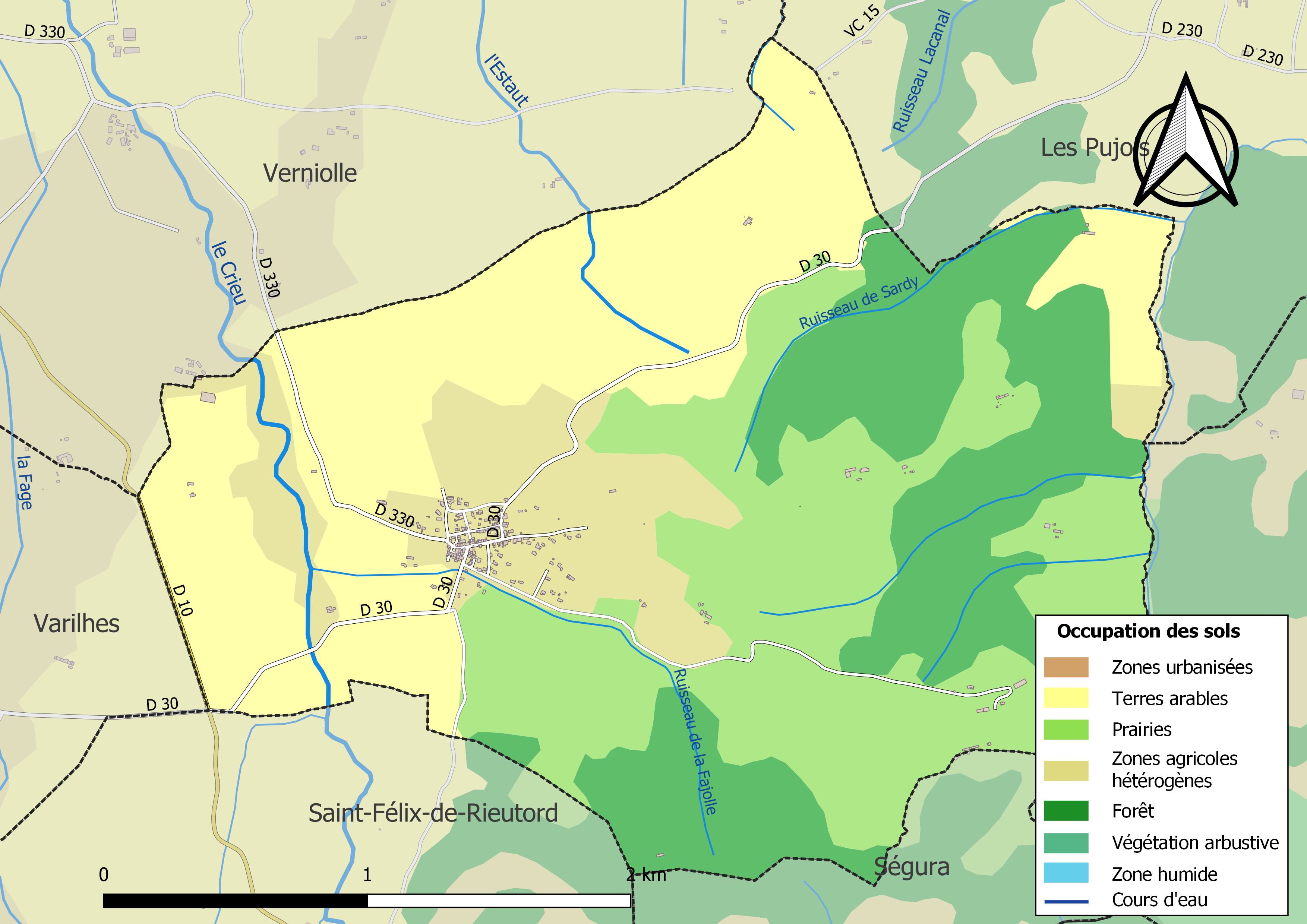
Bodennutzung und Infrastruktur der Gemeinde

Coussa ist historisch und kulturell Teil des Pays de Foix, liegt rund 13 Kilometer nordnordöstlich von Foix und etwa 63 Kilometer südsüdöstlich von Toulouse im hier weitläufigen Tal der Ariège. Die Gemeinde besteht aus dem Dorf Coussa sowie wenigen Einzelgehöften. Coussa befindet sich im Einzugsgebiet der Garonne und wird vom Crieu, vom Estaut, vom Ruisseau de la Fajolle, vom Ruisseau de Sardy, vom Ruisseau du Bois de Bauré und anderen kleineren Bächen entwässert. Das Gemeindegebiet ist Teil von drei ZNIEFF-Naturgebieten. Über drei Viertel der Fläche der Gemeinde werden landwirtschaftlich genutzt (Kulturboden und Grünland), knapp ein Viertel ist bewaldet.
Umgeben wird Coussa von den Nachbargemeinden Les Pujols im Nordosten, Arvigna im Osten, Ségura im Südosten, Saint-Félix-de-Rieutord im Südwesten, Varilhes im Westen sowie Verniolle im Westen und Nordwesten.

## Geschichte
Die Gemeinde wurde erstmals in einer Päpstlichen Bulle an die Abtei Saint-Antonin im Jahr 1215 erwähnt. Im Mittelalter lag der Ort innerhalb der Grafschaft Foix, die von 1607 bis zur Französischen Revolution eine Krondomäne des Königs von Frankreich war. Die Gemeinde gehörte von 1793 bis 1801 zum District Mirepoix-Pamiers. Zudem lag Coussa von 1793 bis 2015 innerhalb des Kantons Varilhes. Die Gemeinde war von 1801 bis 1926 und von 1942 bis 2017 erneut dem Arrondissement Pamiers zugeteilt. Zwischen 1926 und 1942 und heute gehört sie zum Arrondissement Foix. 

## Bevölkerungsentwicklung

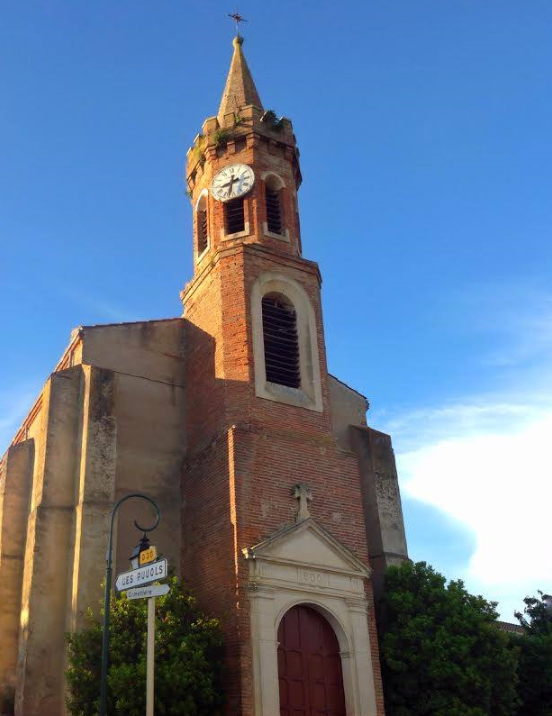
Kirche Saint-Antoine

| Jahr                       | 1962 | 1968 | 1975 | 1982 | 1990 | 1999 | 2006 | 2013 | 2020 |
| Einwohner                  | 192  | 154  | 120  | 126  | 149  | 201  | 214  | 232  | 287  |
| Quellen: Cassini und INSEE |      |      |      |      |      |      |      |      |      |

## Sehenswürdigkeiten
- Schlossturm, einziger Überrest des Schlosses
- Kirche Saint-Antoine (ursprünglich Saint-Sulpice), erbaut 1896 bis 1902
- Dorfbrunnen aus dem Jahr 1882
- Denkmal für die Gefallenen[1]
- Wegkreuz an der D30